# Große Freiheit bei Plaue
Das Naturschutzgebiet Große Freiheit bei Plaue liegt auf dem Gebiet der kreisfreien Stadt Brandenburg an der Havel in Brandenburg.
Das Gebiet mit der Kenn-Nummer 1477 wurde mit Verordnung vom 19. Dezember 2002 unter Naturschutz gestellt. Das rund 78 ha große Naturschutzgebiet erstreckt sich westlich der Kernstadt von Brandenburg an der Havel und westlich der Gartenstadt Plaue. Am südlichen Rand des Gebietes verläuft die B 1, östlich fließt die Havel.